# Moshe Kahlon
Moshe Kahlon (en hébreu : משה כחלון), né le 19 novembre 1960 à Hadera, est un homme politique israélien. 
Il est plusieurs fois député et détient successivement les portefeuilles de ministre des Communications (2009-2013), de ministre de la Santé et des Affaires sociales (2011-2013) et des Finances (2015-2020). Après avoir été membre du Likoud, il fonde et dirige le parti de centre-droit Koulanou.

## Biographie
Kahlon est né dans le quartier de Givat Olga à Hadera de parents Juifs libyens. Il a servi au sein de l'armée israélienne de 1978 à 1986 dans le département du matériel. Après son service, il se lance dans l'importation de pièces détachées de voitures. Il étudie ensuite les sciences politiques à l'université de Haïfa, obtient un bachelor's degree puis un Bachelor of Laws auprès du Netanya Law College (en). 
Il siège pour la première fois à la Knesset après les élections législatives israéliennes de 2003. Durant les primaires du Likoud anticipant l'élection législative de 2006, il obtient la troisième place dans la liste des candidats à la surprise générale. Il garde son siège aux élections de 2009 après avoir été placé sixième sur la liste du Likoud et est nommé ministre des Communications le 31 mars.
Il quitte le Likoud en 2013 pour créer, l'année suivante, le parti Koulanou.
Au sein de la Knesset, Kahlon présente un projet de loi visant à réduire le coût de l'électricité pour les familles modestes et mène une commission d'enquête sur les frais bancaires,. Le 19 janvier 2011, après la démission d'Isaac Herzog, il est nommé ministre de la Santé et des Affaires sociales. Il le reste jusqu'au 18 mars 2013. 
Depuis le 14 mai 2015, il est ministre des Finances. En parallèle, entre 2016 et 2017, il est ministre de la Protection environnementale (pendant deux mois) et ministre de l'Économie et de l'Industrie (pendant cinq mois).